# Kalia
Kalia è un sottodistretto (upazila) del Bangladesh situato nel distretto di Narail, divisione di Khulna. Si estende su una superficie di 301,32 km² e conta una popolazione di  483.308 abitanti (censimento 2011).